# Lucian Șova
Lucian Șova (ur. 31 maja 1960) – rumuński polityk, inżynier i urzędnik państwowy, parlamentarzysta, w latach 2017–2018 minister łączności i społeczeństwa informacyjnego, w latach 2018–2019 minister transportu.

## Życiorys
W 1985 ukończył studia na Universitatea Transilvania din Brașov, specjalizując się w zakresie mechaniki pojazdów. Później kształcił się w zakresie zarządzania jakością transportu drogowego na Uniwersytecie Oradejskim i zarządzania w administracji publicznej w Institutul Național de Administrație București. Odbył też kurs obronny na Universitatea Națională de Apărare „Carol I”. Od 1991 do 2001 pracował jako menedżer w przedsiębiorstwie Cominfortrans.
Zaangażował się w działalność polityczną w ramach Partii Socjaldemokratycznej. W latach 2000–2002 zasiadał w radzie miejskiej Bacău, później zasiadał też w zarządzie tamtejszego szpitala. Pomiędzy 2001 a 2005 zatrudniony w ministerstwie transportu, komunikacji i turystyki, gdzie był m.in. wicedyrektorem departamentu i odpowiadał za negocjacje akcesyjne do Unii Europejskiej. Od marca do października 2009 zajmował stanowisko sekretarza stanu w ministerstwie ekonomii, później doradzał ministrowi ekonomii, a także powrócił do pracy w Cominfortransie. W 2012 i 2016 wybierano go na posła do Izby Deputowanych.
29 czerwca 2017 powołany na stanowisko ministra łączności i społeczeństwa informacyjnego w rządzie Mihaia Tudosego. W styczniu 2018 po utworzeniu gabinetu Vioriki Dăncili objął kierownictwo ministerstwa transportu. Zrezygnował z tej funkcji pod koniec 2018, kończąc urzędowanie w styczniu 2019.